# Peperomia exiguispica
Peperomia exiguispica är en pepparväxtart som beskrevs av William Trelease. Peperomia exiguispica ingår i släktet peperomior, och familjen pepparväxter. Inga underarter finns listade i Catalogue of Life.